# Măldărești

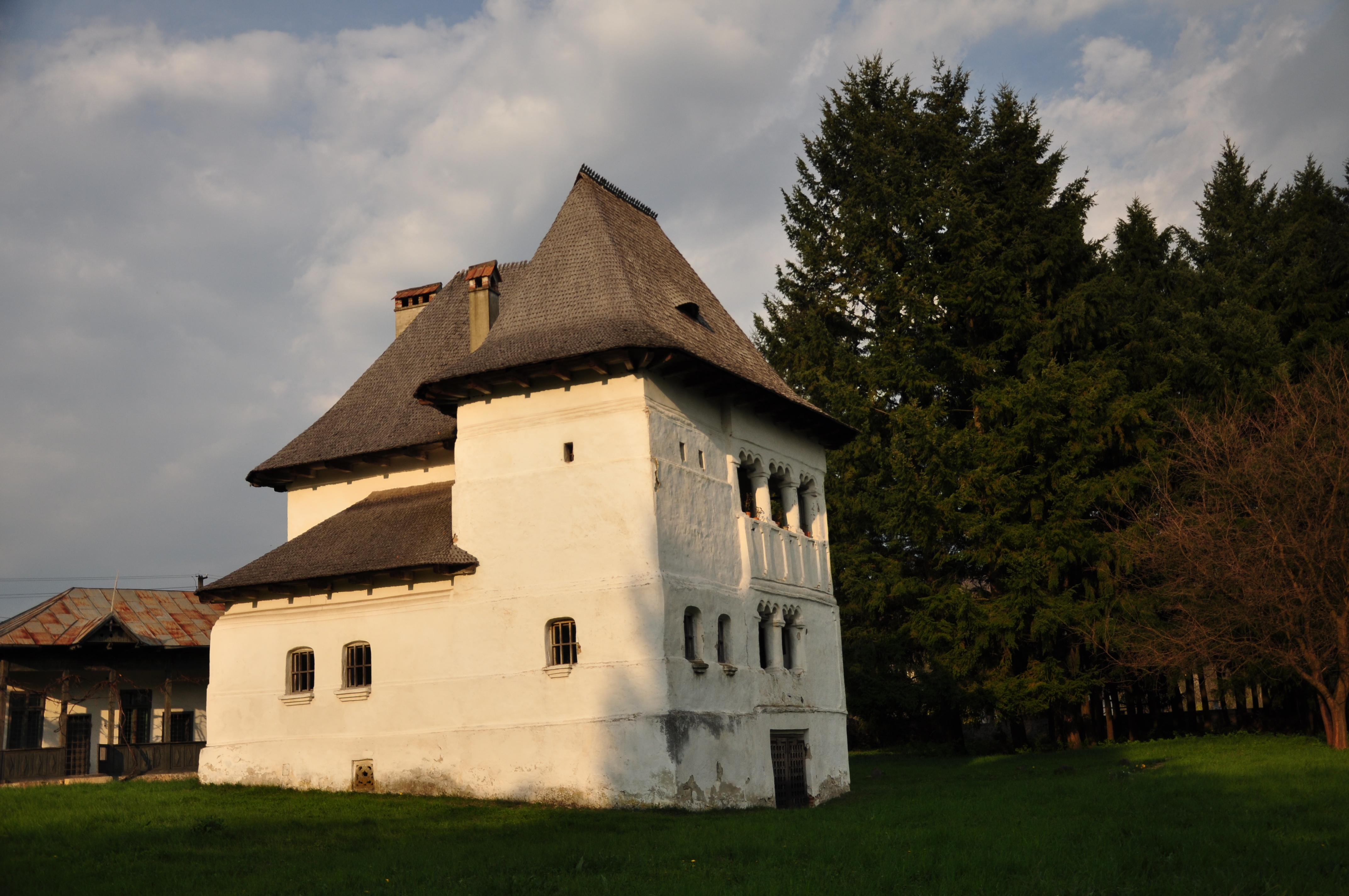
Cula Greceanu, Măldărești

Măldărești là một xã thuộc hạt Vâlcea, România. Dân số thời điểm năm 2002 là 2070 người.